# Lockheed EP-3
Le Lockheed EP-3 est un avion de reconnaissance basé sur le Lockheed P-3 Orion et opéré par l'United States Navy des années 1960 a 2025.
Il était initialement connu sous l'acronyme « ARIES » (Airborne Reconnaissance Integrated Electronic System).

## Histoire du service
Le EP-3 est utilisé par la force maritime d'autodéfense japonaise (5 en service) et par l'United States Navy.
Le 1er avril 2001, un EP-3 de l'United States Navy est entré en collision avec un Shenyang J-8 de la Marine chinoise entre l'île chinoise d'Haïnan et les îles Paracels, ce qui a provoqué une crise diplomatique entre les deux pays.
À la suite de l'annulation du programme EP-X pour des raisons budgétaires, l'US Navy a prévu de remplacer les EP-3E Aries II par des drones MQ-4C Triton et MQ-8 Fire Scout. Tous les avions P-3 Orion affectés à des projets spéciaux d'escadrons et tous les avions EP-3E Aries II devaient être entièrement retirés du service d'ici 2020. Mais en septembre 2020, 5 EP-3E sont encore en service. Le dernier l'est le 13 février 2025, conduisant à la désactivation du Fleet Air Reconnaissance Squadron One (VQ-1) le 31 mars 2025.

### Développement lié
- Lockheed L-188 Electra
- Lockheed P-3 Orion
- Lockheed WP-3D Orion
- Lockheed CP-140 Aurora
- Lockheed P-7 (en)

### Aéronefs comparables
- Breguet Atlantique
- Hawker Siddeley Nimrod
- Iliouchine Il-20